# T. T. Boy

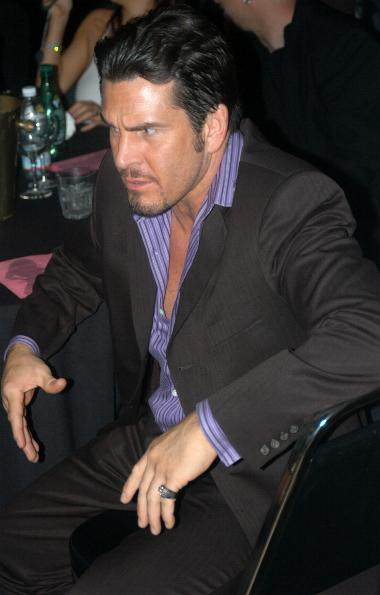
T. T. Boy, 2005

T. T. Boy (* 30. April 1968 in Kalifornien; eigentlich Phillip Troy Rivera) ist ein US-amerikanischer Pornodarsteller und Pornofilmregisseur.

## Leben
T. T. Boys Karriere im Pornofilm begann 1988. Er sammelte zahlreiche Preise der Branche, so gewann er zweimal hintereinander den XRCO Male Performer of the Year und 1997 den AVN Performer of the Year. 2003 wurde er in die AVN Hall of Fame aufgenommen. Neben T. T. Boy arbeitete er auch unter den Pseudonymen Max Reynolds, Max Cash und Butch. Er spielte in mehr als 1200 Filmen mit und führte bei über 100 Pornofilmen Regie.
Trotz seiner Reputation als erfolgreicher und unermüdlicher Darsteller gilt er in der Pornofilmindustrie als umstrittener Performer. So soll er nach Darstellung der Autorin Susan Faludi am Set mehrfach seine Drehpartnerinnen schlecht behandelt haben. Die Journalistin Katharine Viner von der britischen Zeitung The Guardian bezeichnete ihn als „gewalttätigen Frauenfeind“ („violent misogynst“).

## Preise
- 1992 – Adult Video News Award Best Group Sex Scene – Video – (Realities 2, Ashlyn Gere, Marc Wallice and T.T. Boy)[7]
- 1993 – AVN Best Couples Sex Scene – Video – (Bikini Beach, Sierra and T.T. Boy)[8]
- 1995 – XRCO Best Couples Scene – (Seymore and Shane on the Loose!, T.T. Boy and Lana)[9]
- 1996 – AVN Best Couples Sex Scene – Film – (Blue Movie, Jenna Jameson and T.T. Boy)[10]
- 1996 – XRCO Male Performer of the Year[9]
- 1996 – XRCO Woodsman of the Year[9]
- 1997 – XRCO Male Performer of the Year[9]
- 1997 – XRCO Best Anal or D.P. Scene – (Car Wash Angels, Careena Collins, T.T. Boy and Tom Byron)[9]
- 1997 – AVN Male Performer of the Year[11]
- 1997 – AVN Most Outrageous Sex Scene – (Shock, Shayla LaVeaux, T.T. Boy and Vince Vouyer)[11]
- 1999 – XRCO Best Male-Female Scene – (Pink Hotel on Butt Row, T.T. Boy and Elena)[9]
- 2000 – XRCO Hall of Fame inductee
- 2003 – AVN Hall of Fame inductee
- 2009 – Urban X Hall of Fame inductee[12]